# Evolvulus grisebachii
Evolvulus grisebachii là một loài thực vật có hoa trong họ Bìm bìm. Loài này được PETER mô tả khoa học đầu tiên năm 1897.